# إنزيم خارجي

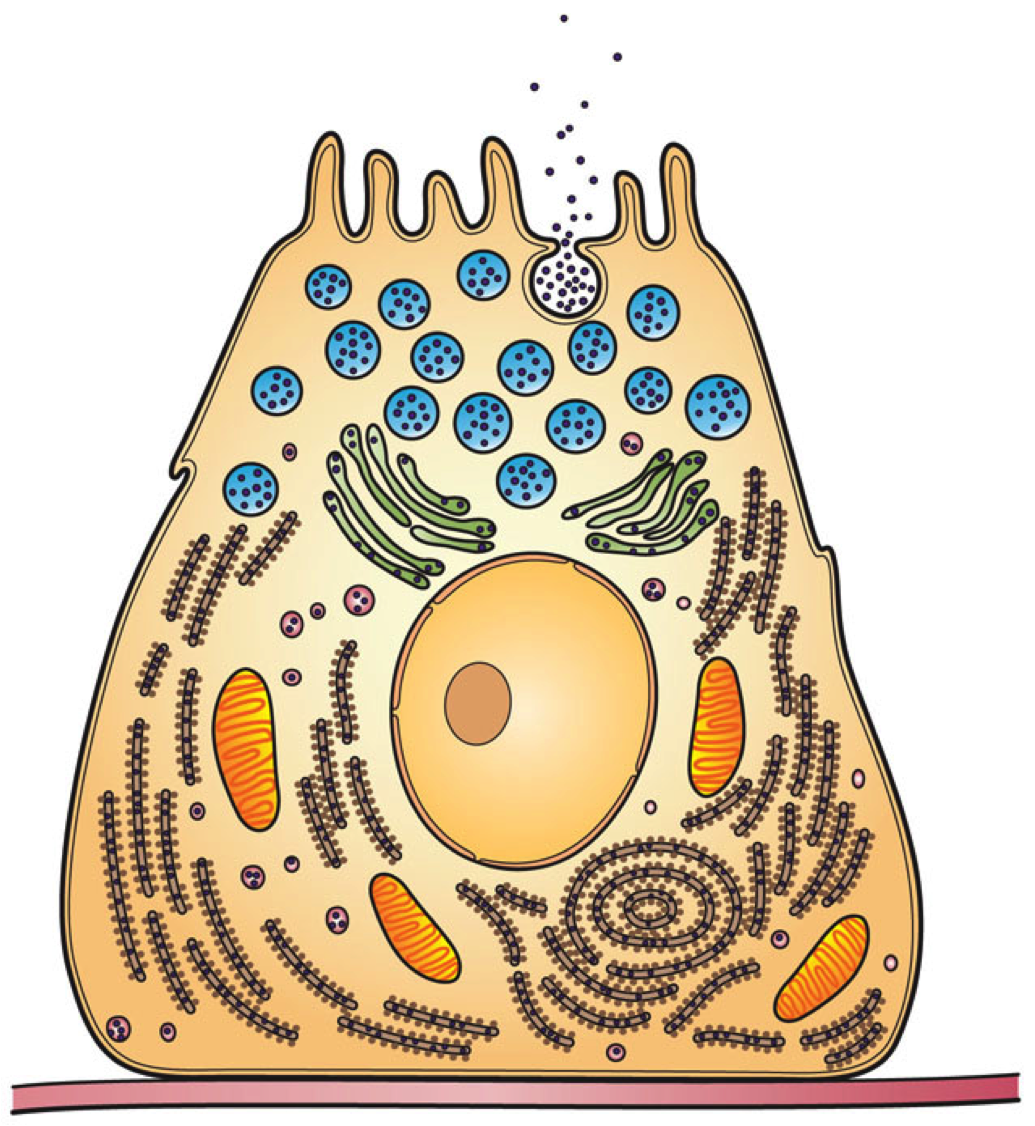

الإنزيم الخارجي (بالإنجليزية: Exoenzyme)‏ هو إنزيم تفرزه خلية ما ويعمل خارج هذه الخلية. عادة ما تكون وظيفته كسر الجزيئات الكبيرة التي تعجز عن دخول الخلية بحجمها الأصلي. يدل المصطلح أيضا على إنزيمات الهضم المحللة التي تفرزها الفطريات. من أمثلة الإنزيمات الخارجية إنزيم الأميليز.